# U-Bahn-Station Siebenhirten
Die Station Siebenhirten der Wiener U-Bahn befindet sich im 23. Wiener Gemeindebezirk Liesing. Sie wurde in Hochlage errichtet und ist der südliche Endpunkt der Linie U6. Die Station liegt oberhalb der Ketzergasse zwischen Dr.-Hanswenzel-Gasse und Porschestraße, unweit der Wiener Stadtgrenze. Westlich der Station befindet sich das Industriegelände Liesing, östlich die Siedlung Wienerflur.
Der Bahnhof Vösendorf-Siebenhirten der Lokalbahn Wien-Baden befindet sich ebenso unweit der Station Siebenhirten.
Eröffnet wurde sie 1995 im Zuge der Verlängerung der U6 von der Philadelphiabrücke nach Siebenhirten unter teilweiser Benutzung der Trasse der ehemaligen Schnellstraßenbahnlinie 64 der Wiener Straßenbahn, die zuvor auf dieser Strecke verkehrte. Bei der Station befinden sich außerdem eine Park&Ride-Anlage sowie ein Busbahnhof, der überwiegend von Regionalbussen aus Niederösterreich angefahren wird; bis 1995 befand sich hier die Schleifenanlage der Straßenbahn. Montag bis Freitag nachts verkehrt hier anstelle der U6 der Rufbus der Linie N64 der NightLine Wien.
Die Konstruktion stammt von Johann Georg Gsteu, der hier, wie auch bei der Architektur sämtlicher Stationen des U6-Südastes eine neue Verformungstechnologie von Aluminiumtrapezblech (dem Einziehverfahren) anwandte, was die Konstruktion ondulierter Formen und verschieden geformter Bögen ermöglichte. Die Kombination mit blau lasiertem Beton und Glas geben der Station eine Signalwirkung. Ein markantes Merkmal sind insbesondere die oben abgerundeten Aufzugstürme.